# Chase Coy
Chase Aubrey Coy (nacido el 13 de diciembre de 1990 en Greenwood, Indiana) es un cantante y compositor estadounidense. Toca la guitarra, armónica, y escribe su propia música. En el 1.º de junio del 2010, Chase Coy publicó su primer álbum de estudio, Picturesque, en la tienda de iTunes.

## Biografía
En diciembre de 2006, un amigo cercano y personal de Chase Coy, Jeanette Wall, creó la primera página promocional de Coy en MySpace con la espera de establecer una base para los fanes de Chase y su futura carrera en la industria de la música. En los primeros 2 años de la creación de la página, Wall administró todo desde añadir fanes hasta subir música. Eventualmente, Chase y Jeanette empezaron a trabajar en conjunto, publicando la música de Coy. A mediados del 2007, Coy completo su primer CD, Dear Juliet - EP - el cual contenía seis canciones - y empezó a vender copias a través del correo. Pronto, después de completarlo, empezó a vender Goodbyes and Autumn Skies a pedido por correo. Pronto sus fanes empezaron a crecer y hoy ha alcanzado aproximadamente 100,000 tan solo en Myspace.
Chase coy está actualmente casado con Michelle Coy desde el pasado 27 de agosto de 2011.

## Chase Coy en iTunes
A mediados del 2008, el número de pedidos por correo se volvieron abrumadores, esto forzó a Chase a encontrar un nuevo medio para vender su música. Se decidió por una empresa llamada TuneCore, la cual puso su trabajo en iTunes. La fecha para la publicación digital de sus primeros 2 álbumes fue en julio del 2008.
A una semana de su publicación en iTunes, su álbum apareció en la portada de la página del género Folk y su ahora popular canción "If The Moon Fell Down" fue elegida para estar en iTunes Essentials playlist Rising Artists: Folk. Ambos álbumes después aparecieron en el "Top 100 Folk Albums" chart donde permanecieron por meses. Desde su publicación, "If The Moon Fell Down" no ha caído del top. En el 18 de noviembre de 2008, Chase publicó su primer álbum de larga duración,  "Look How Far We've Come".  El cual también apareció en el "Top 100 Folk Albums". Para finales del 2008, Chase fue elegido como uno de los mejores artistas Folk del 2008 y su canción "If The Moon Fell Down" fue elegida como una de las mejores canciones Folk del 2008. En junio del 2009, Chase ya había vendido aproximadamente 60,000 copiad de sus canciones.

## Colaboración con Colbie Caillat
En 2010, via Ustream.tv, Chase anunció que iba a publicar una versión en dueto de la canción "If The Moon Fell Down" con la cantante, escritora, guitarrista y ganadora del Grammy Award, Colbie Caillat. La cual está incluida en su álbum Picturesque.

## Discografía

### EP
- Dear Juliet EP (mediados del 2007) (En iTunes julio de 2008)
- Goodbyes and Autumn Skies (mayo de 2008) (en iTunes julio de 2008)
- December - EP (abril de 2009)
- Awake - EP (julio de 2012)

### Álbumes
- Look How Far We've Come (noviembre de 2008)
- Where the Road Parts (marzo de 2010)
- Picturesque (junio de 2010) #22 US Heatseekers
- Indiana Sun (abril de 2011)
- Youth (junio de 2015)

### Singles
- Jeanette - Single (diciembre de 2008)
- Summer's Song - Single (febrero de 2009)
- The Christmas Song - Single (diciembre de 2009)
- To Make This Alright - Single (abril de 2010)
- Airplanes - Single (abril de 2010)
- If the Moon Fell Down (Feat. Colbie Caillat) - Single (agosto de 2010)
- The Christmas Song - Single (diciembre de 2009)

- Datos: Q5765206